# Acidiella disjuncta
Acidiella disjuncta är en tvåvingeart som först beskrevs av Ito 1953.  Acidiella disjuncta ingår i släktet Acidiella och familjen borrflugor. Inga underarter finns listade i Catalogue of Life.